# Леди Маклеод
«Ле́ди Макле́од» (англ. Lady McLeod) — название колёсного парохода и марки частной почты. Судно совершало регулярные рейсы между городами Порт-оф-Спейн и Сан-Фернандо на острове Тринидад (в настоящее время входит в состав государства Тринидад и Тобаго) в период с конца 1845 года до 1854 года.
В этот же период функционировала организованная владельцем парохода частная местная почта, для оплаты пересылаемых почтовых отправлений которой с апреля 1847 года использовалась почтовая марка, известная под филателистическим названием «Леди Маклеод». Она считается первой маркой, выпущенной в британских колониях.

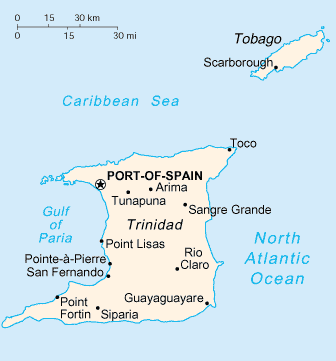
Карта Тринидада: оба города, между которыми курсировал пароход «Леди Маклеод», находятся в западной части острова, в заливе Пария

## Пароход
Построенный на верфи Напира в Глазго пароход был назван в честь супруги губернатора Тринидада сэра Генри Маклеода (Henry McLeod). Он начал курсировать по маршруту Порт-оф-Спейн — Сан-Фернандо в ноябре 1845 года, заменив старый пароход «Пария» («Paria»).
Пароход водоизмещением 60 тонн, мощностью 40 л. с. и вместимостью сто пассажиров был приобретён компанией Turnbull, Stewart & Co. В 1846 году его купил Дэвид Брайс (David Bryce), который через несколько лет сдал судно в аренду консорциуму Джона Ламонта (John Lamont) из Сан-Фернандо.
В начале 1850-х годов почтовая монополия была отменена, и началась конкуренция с американскими и голландскими судами. После очередной купли-продажи парохода он затонул в районе Сан-Фернандо в 1854 году. Пароходный колокол «Леди Маклеод» был поднят на поверхность, ныне он находится в фойе здания мэрии Сан-Фернандо и регулярно выставляется на выставках Обществом филателистов Тринидада (Trinidad Philatelic Society).

## Почтовая марка
Основным бизнесом Дэвида Брайса был импорт и торговля шерстью. Частная местная почта «Леди Маклеод» как попутный промысел была открыта вскоре после выхода парохода на линию в ноябре 1845 года. 3 ноября 1845 года в колонке Port of Spain Gazette хозяин бизнеса напечатал уведомление, сообщающее, что пароход «Леди Маклеод» впредь раз в неделю будет доставлять письма, деньги и бандероли между Порт-оф-Спейн и Сан-Фернандо по подписке из расчёта один доллар в месяц или по разовому тарифу 10 центов за пересылку одного письма.

Пароходный колокол «Леди Маклеод» (1815)

Опыт показал, что подписка не оправдала себя. В апреле 1847 года Брайс решил ввести в обращение марки. 16 апреля в Port of Spain Gazette вышло новое объявление — о том, что, начиная с 24 апреля, «Леди Маклеод» будет перевозить только письма, оплаченные марками, либо по предоплаченной месячной подписке. Почтовые марки продавались по отдельности по 5 центов, или по 4 цента при приобретении ста штук. Таким образом эта марка стала первой в мире, предполагавшей оплату почтовых услуг со скидкой. На рисунке беззубцовой марки изображено белое судно на синем фоне и монограмма из букв «L Mc L» (сокращение от «Lady McLeod»). Напечатанная литографским способом на толстой желтоватой бумаге марка гасилась пером — росчерком в виде креста (X-cancel) красными или чёрными чернилами — или путём надрыва уголка.
Предполагается, что марки печатались в типографии местной газеты, но этот факт до сих пор точно не установлен, равно как не известно количество марок в марочном листе (предположительно, сотня) и количество отпечатанных листов.

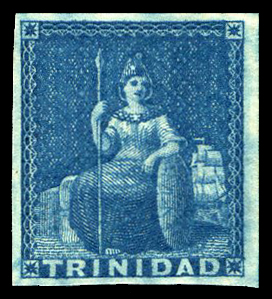
Первая государственная марка Тринидада: «Сидящая Британия», 1851(Sc #3a)

Марки «Леди Маклеод» находились в обращении около трёх лет, но точную дату их выхода из обращения установить не удалось, поскольку марки не гасились календарным почтовым штемпелем.
Мировые каталоги почтовых марок относятся к «Леди Маклеод» по-разному.
- «Стэнли Гиббонс» считает её первой колониальной маркой Британской империи[13] фактически по дате: ей присвоен номер 1 в разделе Trinidad and Tobago с датой 1847 (16 Apr).
- В каталоге «Михель» это единственная марка в соответствующем разделе.
- В каталоге «Скотт» номера у марки нет (поскольку её эмитентом не является государственная почта), однако ей посвящён абзац текста, отделённый от остальных марок Тринидада чертой.
- В каталоге «Ивер» это марка Тринидада под № 1.

В 1851 году эта британская колония выпустила собственные почтовые марки с изображением сидящей Британии.

## Фальсификация марок
Выпущено множество фальшивых марок «Леди Маклеод», причём подделывались не только марки, но и конверты с наклеенными на них марками.
Фальшивки изготовляли такие известные авторы-фальсификаторы, как Жан де Сперати и Петер Винтер.